# St. Peter und Paul (Obersfeld)

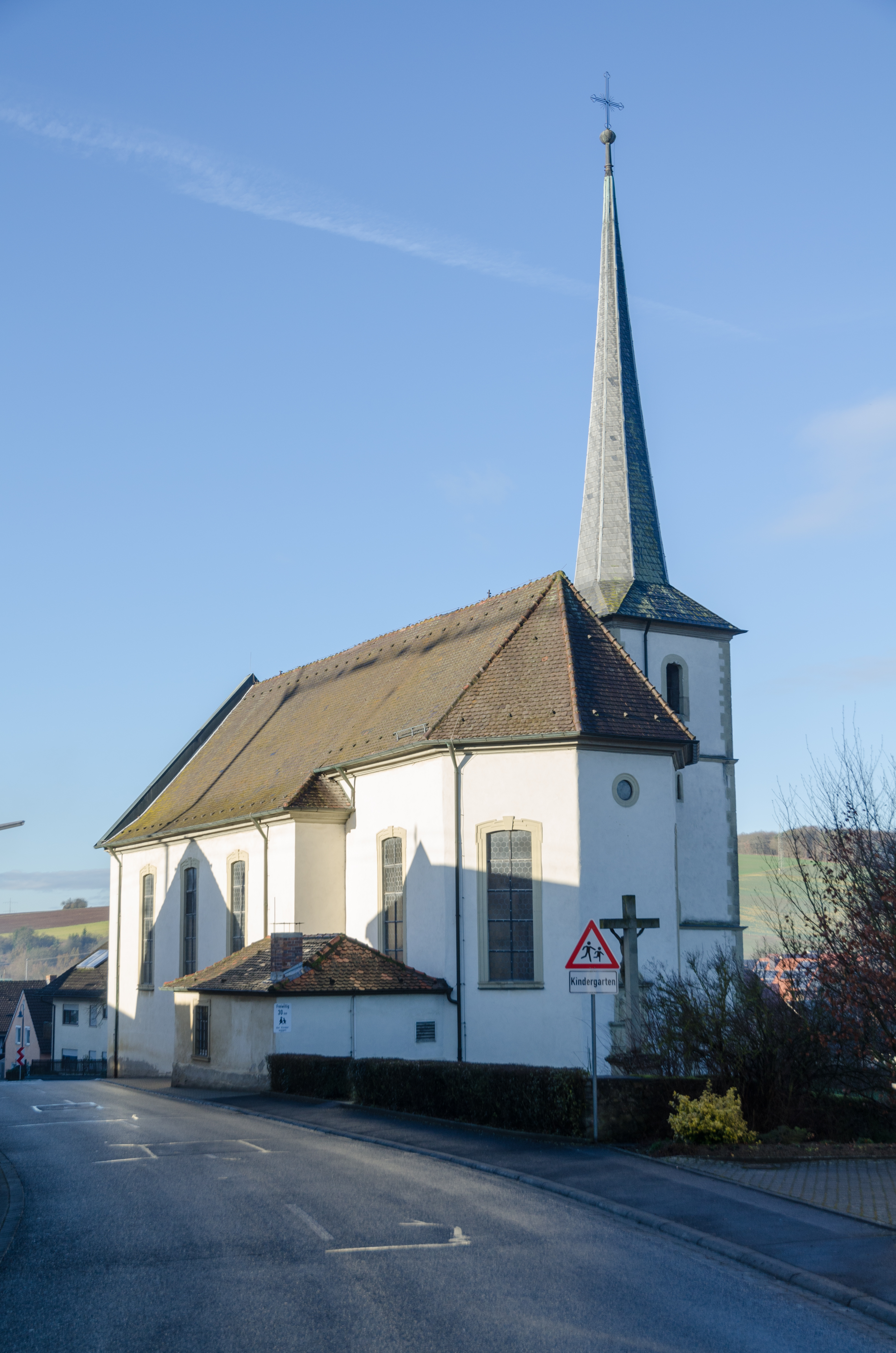
Die Kirche in Obersfeld

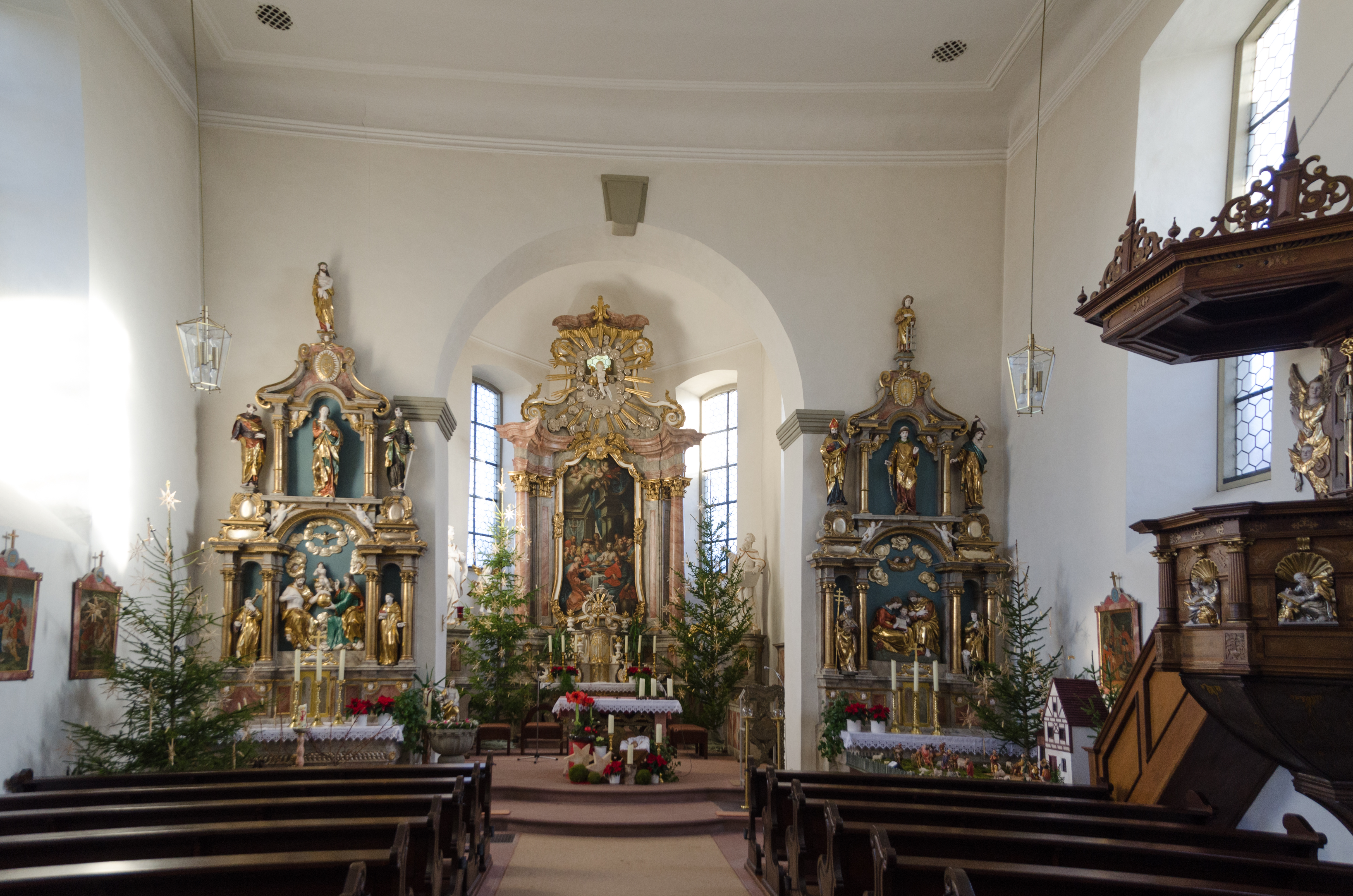
Innenraum der Kirche

Die römisch-katholische Filialkirche St. Peter und Paul ist die Dorfkirche von Obersfeld, einem Ortsteil von Eußenheim im unterfränkischen Landkreis Main-Spessart. Sie gehört zu den Baudenkmälern von Eußenheim und ist unter der Nummer D-6-77-127-107 in der Bayerischen Denkmalliste eingetragen. Die Filiale Obersfeld ist Teil der Pfarreiengemeinschaft Bachgrund.

## Geschichte
Obersfeld wurde im Jahr 1477 Filiale der von der Mutterpfarrei Eußenheim abgetrennten Pfarrei Hundsbach. Der Kirchturm entstand in der gotischen Zeit und wurde 1612 als Julius-Echter-Turm erhöht. Chor und Langhaus wurden von 1759 bis 1762 erbaut.

## Beschreibung
Die Kirche ist nach Osten ausgerichtet. Der Kirchturm steht an der Nordseite. Der Hochaltar mit einem Altarbild des Abendmahls von Johann Peter Herrlein wurde um das Jahr 1780 geschaffen. Die beiden Seitenaltäre entstanden am Ende des 17. Jahrhunderts. Am rechten Seitenaltar steht eine Figur des heiligen Laurentius aus der Zeit um 1470. Die Kanzel mit Reliefs ist ebenfalls ein Werk des 17. Jahrhunderts. Die Orgel, die im Jahr 1966 in das Gehäuse der vorherigen Orgel von 1762 eingebaut wurde, befindet sich auf der westlichen Empore.